# Ossian Lindqvist
Ossian Lindqvist, född 30 april 1890 i Malmö, död 2 februari 1958, var en svensk arkitekt.

## Utbildning och verksamhet
Ossian Lindqvist avlade arkitektexamen vid Kungliga Tekniska högskolan i Stockholm 1914 och bedrev egen verksamhet i Malmö från 1917. Han arbetade som värderingsman i Kungliga Bostadsstyrelsen. Lindqvist var förste vice ordförande i Svenska Arkitekters Riksförbund, ordförande i Arkitektföreningen för Södra Sverige och korresponderande ledamot av Akademisk Arkitektförening i Danmark.